# ISport International
iSport International è stata una squadra motoristica britannica impegnata nei campionati di GP2 Series e GP2 Asia Series. Essa fu fondata nel 2005.

## Il team
Il team è stato composto da diversi ex membri della Petrobras Junior F3000 che acquisì Bruno Junqueira per la vittoria del campionato di Formula 3000 nel 2000. La sede si trova a Carleton Rode vicino Norwich, in Inghilterra.
Jonathan Williams, figlio del fondatore del Team Williams Sir Frank è stato uno dei consiglieri per la scuderia.

## Storia

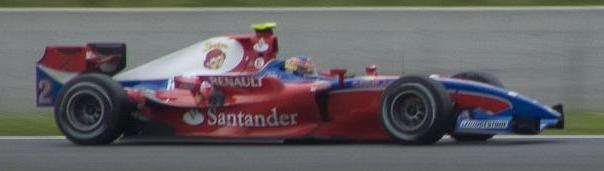
Bruno Senna alla guida della iSport a Magny-Cours durante la stagione 2008.

La stagione inaugurale della GP2, nel 2005, vide la iSport fare il tempo più veloce per l'assegnazione dei numeri ai piloti, dando così ai piloti Scott Speed e Can Artam i numeri 1 e 2 per quell'annata. Mentre la squadra era regolarmente veloce nelle corse, non furono in grado di vincere una gara. La scuderia terminò la stagione al quarto posto.
Nel 2006, Speed lascio la squadra per debuttare in Formula 1 con la Toro Rosso, e la iSport lo rimpiazzò con Ernesto Viso e Tristan Gommendy, che sarà rimpiazzato da Timo Glock a metà stagione. Viso portò le prime due vittorie al team inglese e Glock bissò l'impresa del compagno, facendo sì che il team conquistasse il terzo posto finale in classifica.
Timo Glock rimase in squadra per la 2007 e fu affiancato da Andreas Zuber. Timo Glock vinse il campionato all'ultima corsa della stagione a Valencia dopo una lunga battaglia durata per tutta la stagione con Lucas Di Grassi. La squadra, così, vinse il campionato costruttori di quell'anno.
Con Glock che si è spostato in Formula 1 correndo per il team Toyota e Zuber che ha lasciato la scuderia per unirsi alla Piquet Sports, per il 2008 la iSport ha uno schieramento di piloti tutto nuovo composto dal brasiliano Bruno Senna (nipote del 3 volte campione del mondo di F1 Ayrton) e l'indiano Karun Chandhok. Senna arriva 2º alle spalle di Giorgio Pantano, mentre l'indiano Chandhok finisce 10º.
Entrambi i piloti prendono parte anche alla GP2 Asia Series con lo stesso Team. Nel 2009 invece i piloti sono Giedo van der Garde e Diego Nunes.
Nella stagione 2010 la coppia di piloti è formata da Davide Valsecchi e Oliver Turvey, la stessa che ha corso la GP2 Asia.
Nel 2011 corre prima in GP2 Asia con piloti Marcus Ericsson e Sam Bird: a fine stagione sono rispettivamente sesto e dodicesimo con 9 e 2 punti.
Nella Mainseries i piloti sono ancora Bird ed Ericsson: l'inglese è sesto (45pt), lo svedese è decimo con 25 punti.
Per la stagione 2012 è stato confermato il pilota Marcus Ericsson, al quale viene affiancato Jolyon Palmer.
Ericsson vince la gara 1 di Spa-Francorchamps, mentre Palmer la gara 2 di Montecarlo; la squadra chiude al sesto posto con 202 punti.
Nel 2013 il team rinuncia a partecipare alla GP2 Series: la struttura viene acquisita e sostituita dal team Russian Time.

## Risultati
Legenda:

P.P. = Posizione Piloti in classifica.

P.S. = Posizione Scuderia in classifica.
- Vettura: Dallara - Mecachrome

| Risultati in GP2 | Risultati in GP2               | Risultati in GP2    | Risultati in GP2 | Risultati in GP2 | Risultati in GP2 | Risultati in GP2 |
| Anno             | Piloti                         | Piloti              | Vittorie         | Punti            | P.P.             | P.S.             |
| ---------------- | ------------------------------ | ------------------- | ---------------- | ---------------- | ---------------- | ---------------- |
| 2009             | Paesi Bassi (bandiera)         | Giedo van der Garde | 3                | 34               | 7°               | 5°               |
| 2009             | Brasile (bandiera)             | Diego Nunes         | 0                | 8                | 20°              | 5°               |
| 2008             | India (bandiera)               | Karun Chandhok      | 1                | 31               | 10°              | 2°               |
| 2008             | Brasile (bandiera)             | Bruno Senna         | 2                | 64               | 2°               | 2°               |
| 2007             | Germania (bandiera)            | Timo Glock          | 5                | 92               | 1°               | 1°               |
| 2007             | Emirati Arabi Uniti (bandiera) | Andreas Zuber       | 1                | 30               | 9°               | 1°               |
| 2006             | Venezuela (bandiera)           | Ernesto Viso        | 2                | 42               | 6°               | 3°               |
| 2006             | Francia (bandiera)             | Tristan Gommendy    | 0                | 6                | 20°              | 3°               |
| 2006             | Germania (bandiera)            | Timo Glock          | 2                | 58               | 4°               | 3°               |
| 2005             | Stati Uniti (bandiera)         | Scott Speed         | 0                | 57.5             | 3°               | 4°               |
| 2005             | Turchia (bandiera)             | Can Artam           | 0                | 2                | 22°              | 4°               |
| 2010             | Regno Unito (bandiera)         | Oliver Turvey       | 0                | 47               | 6°               | 5°               |
| 2010             | Italia (bandiera)              | Davide Valsecchi    | 1                | 31               | 8°               | 5°               |
| 2011             | Regno Unito (bandiera)         | Sam Bird            | 0                | 45               | 6°               | 4°               |
| 2011             | Svezia (bandiera)              | Marcus Ericsson     | 0                | 25               | 10°              | 4°               |
| 2012             | Svezia (bandiera)              | Marcus Ericsson     | 1                | 124              | 8°               | 6°               |
| 2012             | Regno Unito (bandiera)         | Jolyon Palmer       | 1                | 78               | 11°              | 6°               |